# Li Zhongyun
Li Zhongyun (chinesisch 李忠云; * 4. März 1967 in Chaoyang, Provinz Liaoning) ist eine ehemalige chinesische Judoka, die 1987 Weltmeisterin war.

## Sportliche Karriere
Die 1,61 m große Li Zhongyun gewann 1985 die Asienmeisterschaften im Leichtgewicht, der Gewichtsklasse bis 56 Kilogramm. Im Jahr darauf trat sie bei den Weltmeisterschaften 1986 in Maastricht zwei Gewichtsklassen tiefer an. Im Ultraleichtgewicht unterlag sie im Halbfinale der Britin Karen Briggs, erkämpfte sich aber durch einen Sieg über Yu-Ping Chou aus Taiwan eine Bronzemedaille. Ein Jahr später fanden durch die Zusammenlegung der Weltmeisterschaften für Männer und Frauen erneut Titelkämpfe statt. Bei den Weltmeisterschaften 1987 in Essen besiegte sie im Halbfinale des Turniers im Ultraleichtgewicht Darlene Anaya aus den Vereinigten Staaten, im Finale gewann sie gegen die Japanerin Fumiko Ezaki. Bei den Olympischen Spielen 1988 in Seoul wurden Judo-Wettbewerbe für Frauen im Rahmen der Demonstrationswettbewerbe angeboten. Li Zhongyun besiegte im Viertelfinale die Australierin Julie Reardon und im Halbfinale die Brasilianerin Monica Angelucci. Im Finale traf sie wie bei den Weltmeisterschaften im Vorjahr auf Fumiko Ezaki, erneut gewann die Chinesin.
1990 kehrte Li Zhongyun nach einem Jahr Pause zurück zu den internationalen Turnieren. Bei den Asienspielen 1990 trat sie im Leichtgewicht an und gewann den Titel durch einen Sieg über Shwu Huey Tsay aus Taiwan. Auch bei den Weltmeisterschaften 1991 in Barcelona startete die Chinesin im Leichtgewicht. Im Achtelfinale unterlag sie der Französin Catherine Arnaud, mit drei Siegen in der Hoffnungsrunde erkämpfte sich Li Zhongyun eine Bronzemedaille.
Bei der olympischen Premiere des Frauenjudo 1992 in Barcelona startete Li Zhongyun im Halbleichtgewicht, der Gewichtsklasse bis 52 Kilogramm. Im Viertelfinale bezwang sie die Argentinierin Carolina Mariani und unterlag im Halbfinale der Spanierin Almudena Muñoz. Durch einen Sieg über die Italienerin Alessandra Giungi gewann die Chinesin eine Bronzemedaille.